# Marcel Bich
Marcel baron Bich (Turijn, 29 juli 1914 – Parijs, 30 mei 1994) was een ondernemer en medeoprichter van BIC, een van de grootste producenten ter wereld op het gebied van balpennen en andere verbruiksartikelen zoals aanstekers en scheermesjes.

## Geschiedenis
Marcel Bich werd geboren als zoon van de ingenieur Aime Mario baron Bich. Aan diens overgrootvader Emmanuel Bich werd in 1841 de titel 'baron' verleend. Van geboorte Italiaan verkreeg Bich de Franse nationaliteit toen hij in zijn dertiger jaren rechten studeerde aan de universiteit van Parijs. Bich kreeg 11 kinderen.
In 1945 kochten Marcel Bich en zijn partner Edouard Buffard (1908–1996) een leegstaande fabriek in Clichy bij Parijs, waar ze begonnen met de productie van onderdelen voor vulpennen en vulpotloden. Bich had zijn kennis op dit terrein verkregen toen hij als productiemanager werkzaam was voor een inktfabrikant. De onderneming kreeg de naam van Bich, maar zonder de vierde letter omdat dit in Engelstalige landen te veel als 'bitch' zou hebben geklonken.
In 1950 kocht Marcel Bich het patent voor de balpen van de Hongaar László Bíró die sinds 1943 zulke pennen produceerde in Argentinië.
In 1993, kort voor de dood van zijn vader (in 1994), werd zoon Bruno voorzitter van de onderneming, die nog steeds bestaat als de Société Bic en is genoteerd aan de Euronext in Parijs. De titel van Baron ging over op zoon Claude.

## America's Cup

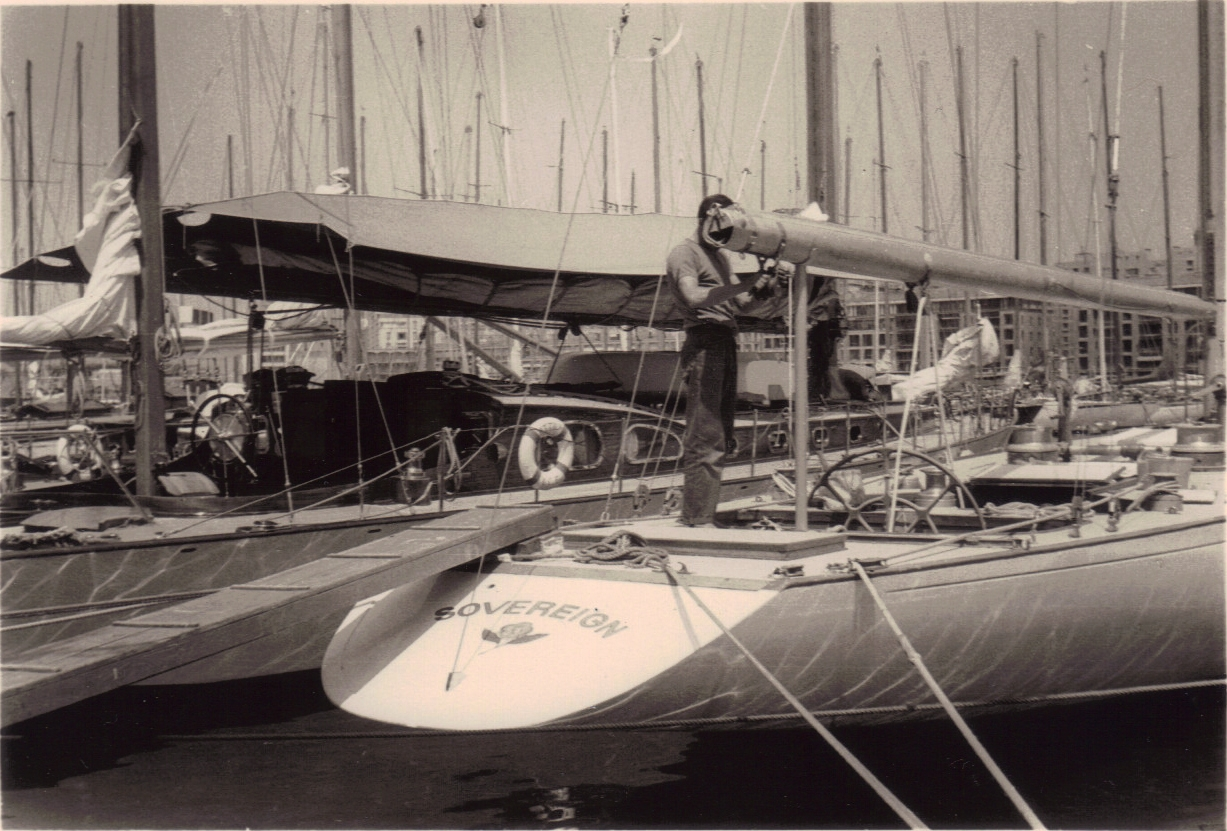
Het zeiljacht Sovereign van Marcel Bich ligt in 1965 of 1966 in de Vieux-Port van Marseille, om te worden voorbereid op de voorwedstrijd van de America's Cup

Bich was een fanatiek zeiler. Hij sponsorde viermaal de deelname aan de voorwedstrijden om te mogen deelnemen aan de America's Cup (in 1970, 1974, 1977 en 1980), maar zonder resultaat. Voor zijn inspanningen werd hij in 1998 postuum opgenomen in de America's Cup Hall of Fame.